# 9340 Вільямхолден
9340 Вільямголден (9340 Williamholden) — астероїд головного поясу, відкритий 6 червня 1991 року.
Тіссеранів параметр щодо Юпітера — 3,176.